# Mocidade Unida do Santa Marta
Grêmio Recreativo Escola de Samba Mocidade Unida do Santa Marta é uma escola de samba do bairro de Botafogo, Zona Sul da cidade do Rio de Janeiro, fundada em 8 de março de 1992.
A quadra da escola de samba fica localizada na Favela Santa Marta, e após a instalação da Unidade de Polícia Pacificadora, passou a receber muitos eventos. Sua bateria é apelidada de Furacão Azul e reforça muitos blocos da Zona Sul, entre eles o Me esquece e o Spanta Nenem. Suas cores oficiais são o azul e o branco.

## História
A escola conquistou seu primeiro campeonato no ano de 1993, no ano de sua estreia. Chegou a desfilar uma vez no Sambódromo, no ano de 1998, pelo Grupo B, com enredo sobre Zumbi.
Em 2009, ao abordar o Amazonas e sua cultura popular, a agremiação ficou em 11°lugar com 154,4 pontos, permanecendo no antigo Grupo de acesso D. No ano seguinte, com o enredo "Axé das Águas", obteve a sexta colocação. No mês de outubro, já em meio aos preparativos para o Carnaval de 2011, Jackeline Nascimento assumiu a presidência da escola, substituindo José Luiz de Oliveira, o Sabá. Com sua eleição, a presidente trouxe Plínio e Janaína para serem o casal de mestre-sala e porta-bandeira.
Em 2011, comemorando 19 anos de avenida, a escola falou sobre o seu bairro, Botafogo, com o enredo "Botafogo na folia, Santa Marta mais um ano de alegria", desenvolvido por Cássio Carvalho.. Ao obter a última colocação, e o consequente rebaixamento, Haroldo Fully foi eleito presidente.
Para 2013, apostou na formação de uma Comissão de Carnaval, da qual fez parte o experiente carnavalesco Eduardo Gonçalves. Última escola a desfilar, naquele ano a Mocidade homenageou a própria favela Santa Marta, sagrando-se campeã do grupo. 
No ano seguinte, novamente com uma Comissão de Carnaval apostou num enredo sobre o folclore popular, em um desfile com diversas referências à obra de Monteiro Lobato. Novamente última a desfilar, foi apontada prontamente como a provável campeã, o que se confirmou na apuração.
Após se estabilizar no grupo B, com a eleição de Pedro Miranda, a agremiação acabou tendo um triplo rebaixamento consecutivo dentre os Carnavais de 2017 e 2020, voltando à última divisão do Carnaval. Após o Carnaval de 2019, o presidente renunciou, sendo substituído por seu vice-presidente, Ulisses Beléu. No ano seguinte, desfilou no sábado pós-Carnaval, numa noite chuvosa, sendo vice-campeã e alçando novamente uma promoção.

## Segmentos
- Commons

### Presidentes
| Nome                                                                              | Mandato     | Ref.        |
| --------------------------------------------------------------------------------- | ----------- | ----------- |
| Ney Gaspar, Felipão, Antonio Guedes, Edinho Gaguinho, Jorge Lureano e José Mario. | 1993-2003   | [ 6 ]       |
| Luvanor                                                                           | 2004        | [ 6 ]       |
| José Luiz de Oliveira "Sabá"                                                      | 2006-2007   | [ 6 ]       |
| Luis Otávio Gomes da Silva                                                        | 2008        | [ 6 ]       |
| José Luiz de Oliveira "Sabá"                                                      | 2009-2010   |             |
| Jackeline Nascimento                                                              | 2011        | [ 6 ]       |
| Haroldo Fully                                                                     | 2012        | [ 6 ] [ 7 ] |
| Pedro Miranda                                                                     | 2017 - 2019 |             |
| Ulisses Beléu                                                                     | 2019-2020   | [ 8 ]       |
| Nestor Bordini                                                                    | 2020- atual |             |

### Diretores
| Ano       | Diretor de Carnaval            | Diretor geral de harmonia              | Mestre de bateria    | Ref.         |
| --------- | ------------------------------ | -------------------------------------- | -------------------- | ------------ |
| 2010      | Jackeline Nascimento           |                                        |                      |              |
| 2014-2015 | José Luis Rocha e José Luiz O. | Gualter e Antonio Guedes               | Sidão                | [ 9 ] [ 10 ] |
| 2020      | Antônio Guedes e Zé Luiz       | Gualter Pereira Campos e Paulo Roberto | Igor Barreto "Chuck" | [ 8 ]        |

### Intérpretes
| Período         | Intérprete oficial                   | Referência |
| --------------- | ------------------------------------ | ---------- |
| 2001            | Washington                           | [ 11 ]     |
| 2004            | Igor Sorriso, Digão e Alberto Moreno | [ 12 ]     |
| 2005–2007       | Igor Sorriso                         | [ 13 ]     |
| 2008            | Digão, Eduardo, Fuzuê e Beiçola      | [ 14 ]     |
| 2010            | Wudson                               | [ 15 ]     |
| 2011–presente   | Edu Chagas                           | [ 16 ]     |
| 2018-atualidade | Digão                                | [ 8 ]      |

### Coreógrafos
| Ano       | Nome        | Ref.   |
| --------- | ----------- | ------ |
| 2014-2015 | Marquinhos  | [ 10 ] |
| 2020      | Vinny Ramos | [ 8 ]  |

### Casal de Mestre-sala e Porta-bandeira
| Ano       | Nome                      | Ref.   |
| --------- | ------------------------- | ------ |
| 2014-2015 | Anderson e Monique        | [ 10 ] |
| 2020      | Tchetchelo e Érica Duarte | [ 8 ]  |

### Corte de Bateria
| Ano       | Rainha           | Madrinha | Ref.   |
| --------- | ---------------- | -------- | ------ |
| 2014      | Diana Prado      | Téia     |        |
| 2015-2016 | Diana Prado      |          | [ 17 ] |
| 2017      | Tininha Oliveira |          |        |
| 2018-2019 | Egili Oliveira   |          |        |
| 2020      | Taiane Oliveira  |          | [ 8 ]  |

## Carnavais
| Ano | Colocação | Divisão | Enredo | Carnavalesco | Ref.          |
| --- | --- | --- | --- | --- | ------------- |
| 1993 | Campeã | Desfile de Avaliação                                                                                                  | "Os africanos no Brasil" | Carlinhos de Andrade                                                                                                  |               |
| 1994 | Vice-campeã | Grupo C (quarta divisão)                                                                                              | "Um passeio nos pampas" | Carlinhos de Andrade                                                                                                  |               |
| 1995 | 8.º Lugar | Grupo B (terceira divisão)                                                                                            | "Faça amor, não faça guerra" | Carlinhos de Andrade                                                                                                  |               |
| 1996 | 4.º Lugar | Grupo C (quarta divisão)                                                                                              | "Uma fantástica viagem ao fundo do mar" | Carlinhos de Andrade                                                                                                  |               |
| 1997 | Vice-campeã | Grupo C (quarta divisão)                                                                                              | "Acorda Brasil... É o ano 2000" | Edson Peçaqueiro |               |
| 1998 | 12.º Lugar (Rebaixada)                                                                                                | Grupo B (terceira divisão)                                                                                            | "Zumbi, a Tróia negra" | Edson Peçaqueiro |               |
| 1999 | 5.º Lugar | Grupo C (quarta divisão)                                                                                              | "Jacques Cousteau - O bandeirante do mar" | Sílvio Felipe (Índio)                                                                                                 |               |
| 2000 | 7.º Lugar | Grupo C (quarta divisão)                                                                                              | "Jamaica, Bahia, Rio e o afro-pop" | Wanyr Júnior e Eduardo Gonçalves                                                                                      |               |
| 2001 | 9.º Lugar | Grupo C (quarta divisão)                                                                                              | "Brasil, lugar de toda pobreza... Educação é a solução" | Wanyr Júnior e Eduardo Gonçalves                                                                                      |               |
| 2002 | 7.º Lugar | Grupo C (quarta divisão)                                                                                              | "Eu sou o Rio, eu sou boêmio, eu sou a Lapa" | Wanyr Júnior e Eduardo Gonçalves                                                                                      |               |
| 2003 | 10.º Lugar | Grupo C (quarta divisão)                                                                                              | "Santa Marta canta e dança com Carlinhos de Jesus" | Wanyr Júnior e Eduardo Gonçalves                                                                                      |               |
| 2004 | 9.º Lugar (Rebaixada)                                                                                                 | Grupo C (quarta divisão)                                                                                              | "Do sonho à realidade, o que será de nossas crianças" (Samba-enredo composto por G.P Campos, Sylvinho JB, Landa, Adilson Couve Flor e Igor Sorriso)                     | Ivano Fernandes e Rafael Júlio                                                                                        |               |
| 2005 | 7.º Lugar | Grupo D (quinta divisão)                                                                                              | "Todo dia era dia de índio" (Samba-enredo composto por G.P. Campos, Sylvinho JB, Igor Sorriso, Digão, Adilson Couve-Flor, Jorge Moraes e Marco Moraes)                  | Ivano Fernandes |               |
| 2006 | 8.º Lugar | Grupo D (quinta divisão)                                                                                              | "Santa Marta e as asas da imaginação" (Samba-enredo composto por Zé Mário, Sidmar e Sérgio Kaô)                                                                         | Roberto Bezerra, José de Oliveira e Maria do Socorro                                                                  |               |
| 2007 | 9.º Lugar | Grupo D (quinta divisão)                                                                                              | "Tradições nordestinas – tem samba na feira" (Samba-enredo composto por Gualter, Digão, Igor Sorriso, Henrique, Ramon, Armandinho, Marco Moraes e Tião Belo)            | Roberto Bezerra, José de Oliveira e Maria do Socorro                                                                  |               |
| 2008 | 7.º Lugar | Grupo D (quinta divisão)                                                                                              | "Um domingo de sol na Quinta da Boa Vista" (Samba-enredo composto por Sergio Kaô)                                                                                       | Valmir Oliveira, José David Daye, João Vítor e José Luís                                                              |               |
| 2009 | 12.º Lugar | Grupo RJ-3 (quinta divisão)                                                                                           | "Amazonas, suas lendas, crenças e festejos" | Walmir de Oliveira |               |
| 2010 | 6.º Lugar | Grupo RJ-3 (quinta divisão)                                                                                           | "Axé das águas" (Samba-enredo composto por Fernando de Lima, Leandro RC, Flavinho, Armandinho do Cavaco, Pato Rocco, Rafael Mikaía, Rico e Daniel Barbosa)              | Jorge Knnawer | [ 18 ]        |
| 2011 | 13.º Lugar (Rebaixada)                                                                                                | Grupo D (quinta divisão)                                                                                              | "Um brinde ao bicentenário do bairro de Botafogo" (Samba-enredo composto por Jorge Lopes, Anderson de Jesus, Pery de Paula, Rafael Soares e Tchuca)                     | Cássio Carvalho |               |
| 2012 | 3.º Lugar | Grupo E (sexta divisão)                                                                                               | "A arte de se expressar" | Jorge Knnawer | [ 7 ]         |
| 2013 | Campeã | Grupo D (quinta divisão)                                                                                              | "Dona Marta mexe o caldeirão da Mocidade" (Samba-enredo composto por Dalton Cunha e Guilherme Salgueiro)                                                                | Eduardo Gonçalves, Fábio Fabato Gabriel Haddad, Leonardo Bora Rafael Gonçalves, Vinicius Natal e Vítor Saraiva        | [ 19 ] [ 20 ] |
| 2014 | Campeã | Grupo C (quarta divisão)                                                                                              | "Na hora em que o sol se esconde" (Samba-enredo composto por Zé Mario, Fuzuê, Sidimar, Leandro e Digão)                                                                 | Gabriel Haddad, Leonardo Bora Rafael Gonçalves, Vítor Saraiva                                                         | [ 4 ] [ 5 ]   |
| 2015 | 5.º Lugar | Série B (terceira divisão)                                                                                            | "O dia em que o povo tomar a rua será carnaval" (Samba-enredo composto por Armandinho do Cavaco, Digão, Leandro Seriak, Didimar e Zé Mário)                             | Rafael Gonçalves e Vitor Saraiva                                                                                      | [ 10 ]        |
| 2016 | 7.º Lugar | Série B (terceira divisão)                                                                                            | "Santa Marta conta historia encantada dos brinquedos" | Marco Aranha e Marcyo de Olliveira                                                                                    | [ 21 ]        |
| 2017 | 13.º Lugar (Rebaixada)                                                                                                | Série B (terceira divisão)                                                                                            | "Bip Bip, um bar a serviço da alegria. Lá onde o samba está em casa!"                                                                                                   | Saulo Saúde |               |
| 2018 | 12.º Lugar (Rebaixada)                                                                                                | Série C (quarta divisão)                                                                                              | "Panterantropofagia – Ode à Macunaíma, o anti-herói brasileiro!" | Rodrigo Almeida e Leonardo Soares                                                                                     | [ 22 ]        |
| 2019 | 12.º Lugar (Rebaixada)                                                                                                | Série D (quinta divisão)                                                                                              | Dona Marta é superstar no país onde a carne mais barato do mercado é a carne negra                                                                                      | Juninho Fala Sério e Marcelo de Paula                                                                                 | [ 23 ]        |
| 2020 | Vice-campeã | Grupo de Avaliação (quinta divisão)                                                                                   | Festas Dos Santos Reis Compositores:Juarez, Luis Fernando “Nem”, Ismael Peçanha, Fio Cabral, Carolina Abreu, Charles Silva, Henrique Santos                             | Miro Freitas | [ 24 ] [ 8 ]  |
| Inicialmente adiados para o mês de julho, os desfiles do Carnaval 2021 foram cancelados devido a pandemia de Covid-19 | Inicialmente adiados para o mês de julho, os desfiles do Carnaval 2021 foram cancelados devido a pandemia de Covid-19 | Inicialmente adiados para o mês de julho, os desfiles do Carnaval 2021 foram cancelados devido a pandemia de Covid-19 | Inicialmente adiados para o mês de julho, os desfiles do Carnaval 2021 foram cancelados devido a pandemia de Covid-19                                                   | Inicialmente adiados para o mês de julho, os desfiles do Carnaval 2021 foram cancelados devido a pandemia de Covid-19 | [ 25 ]        |
| 2022 | 4.º Lugar | Série Bronze (quarta divisão)                                                                                         | Furacão... do meu samba, inspiração! Compositores: Igor Kottwitz, Pato Rocco, Marquinhos, Téo Dimiriti, Tony Andrada, Rico Bernardes, Ari, Evanildo Paranhos.           | Miro Freitas | [ 26 ]        |
| 2023 | 3.º Lugar | Série Prata (Sábado) (terceira divisão)                                                                               | Cangaceiras - Mulé di resistência e coragem, nem o cangaço assustou, quando o sertão virou mar o morro da santa sambou                                                  | Carila Matzenbacher                                                                                                   | [ 27 ]        |
| 2024 | 8.º Lugar | Série Prata (Terça-feira) (terceira divisão)                                                                          | Sextou #É só sucesso Compositores: Raí Trovisck, Dalton Cunha, Guilherme Salgueiro, Rafael Zimmermann, Marina Laiun, Daniel Guimarães, Renan Uccelli e Mônica de Aquino | Carila Matzenbacher                                                                                                   | [ 28 ]        |
| 2025 | 14.º Lugar | Série Prata (terceira divisão)                                                                                        | Ajeum - Alimento de Corpo e Alma | Carila Matzenbacher                                                                                                   | [ 29 ]        |

## Premiações
Prêmios recebidos pelo GRES Mocidade Unida do Santa Marta.
| Ano  | Prêmio              | Categoria / premiados | Divisão | Ref.   |
| ---- | ------------------- | --- | ------- | ------ |
| 2006 | Troféu Jorge Lafond | Rainha de bateria | Série D | [ 30 ] |
| 2008 | Troféu Jorge Lafond | Velha guarda | Grupo D | [ 31 ] |
| 2013 | Plumas & Paetês     | Carnavalescos (Eduardo Gonçalves, Fábio Fabato, Gabriel Haddad, Leonardo Bora, Rafael Gonçalves, Vinicius Natal e Vítor Saraiva) | Grupo D | [ 32 ] |
| 2013 | Troféu Jorge Lafond | Campeã do Grupo D | Grupo D | [ 33 ] |
| 2014 | Troféu Jorge Lafond | Campeã do Grupo C | Grupo C | [ 34 ] |